# Wheatbelt

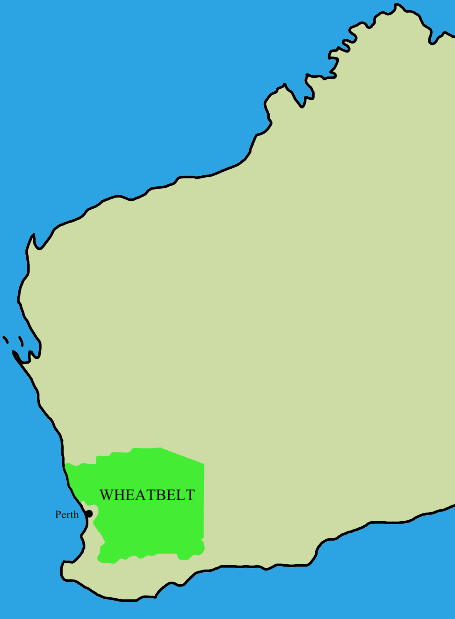
Ubicación de la región de Wheatbelt

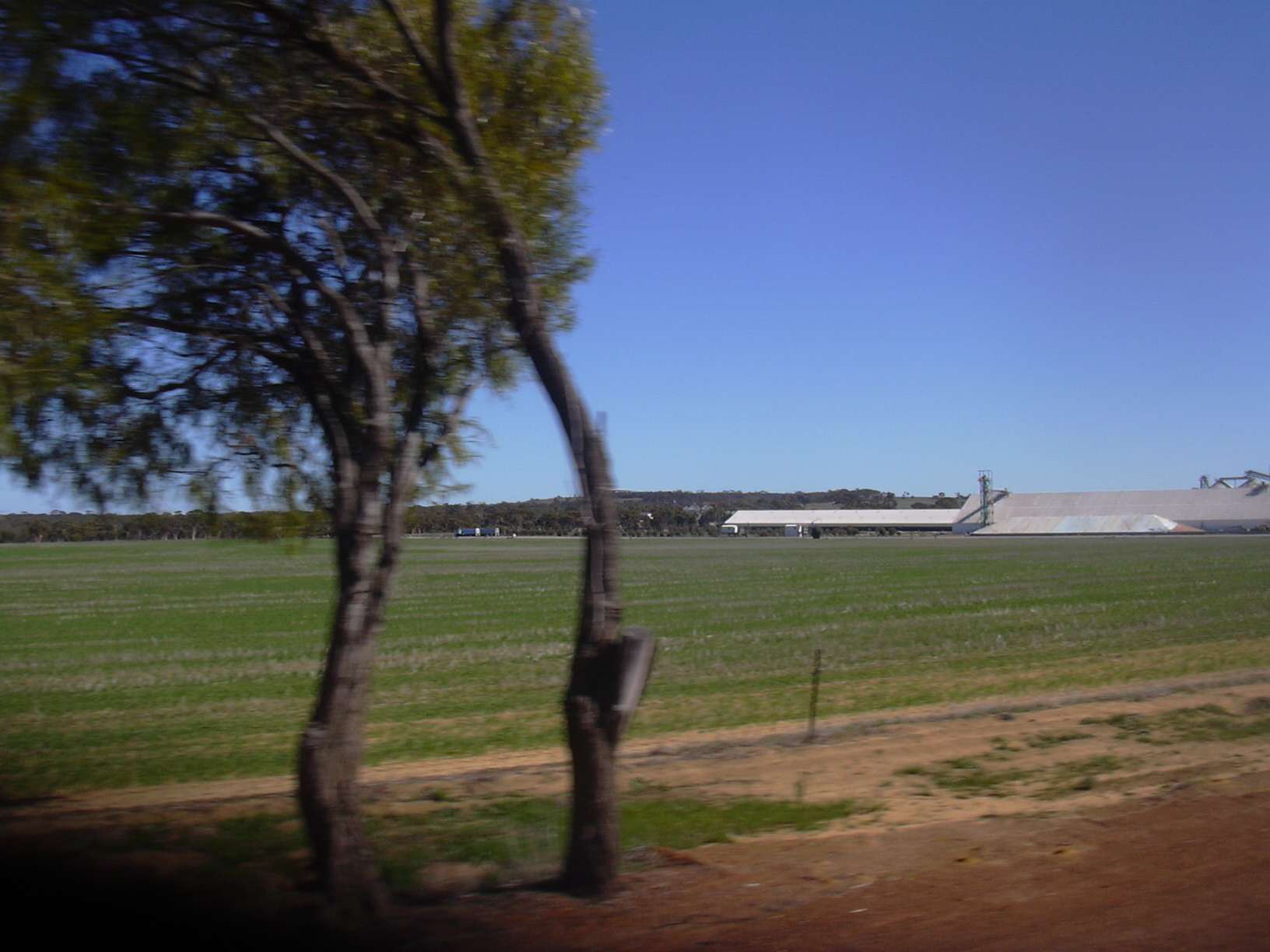
Un campo de trigo cerca de Quairading

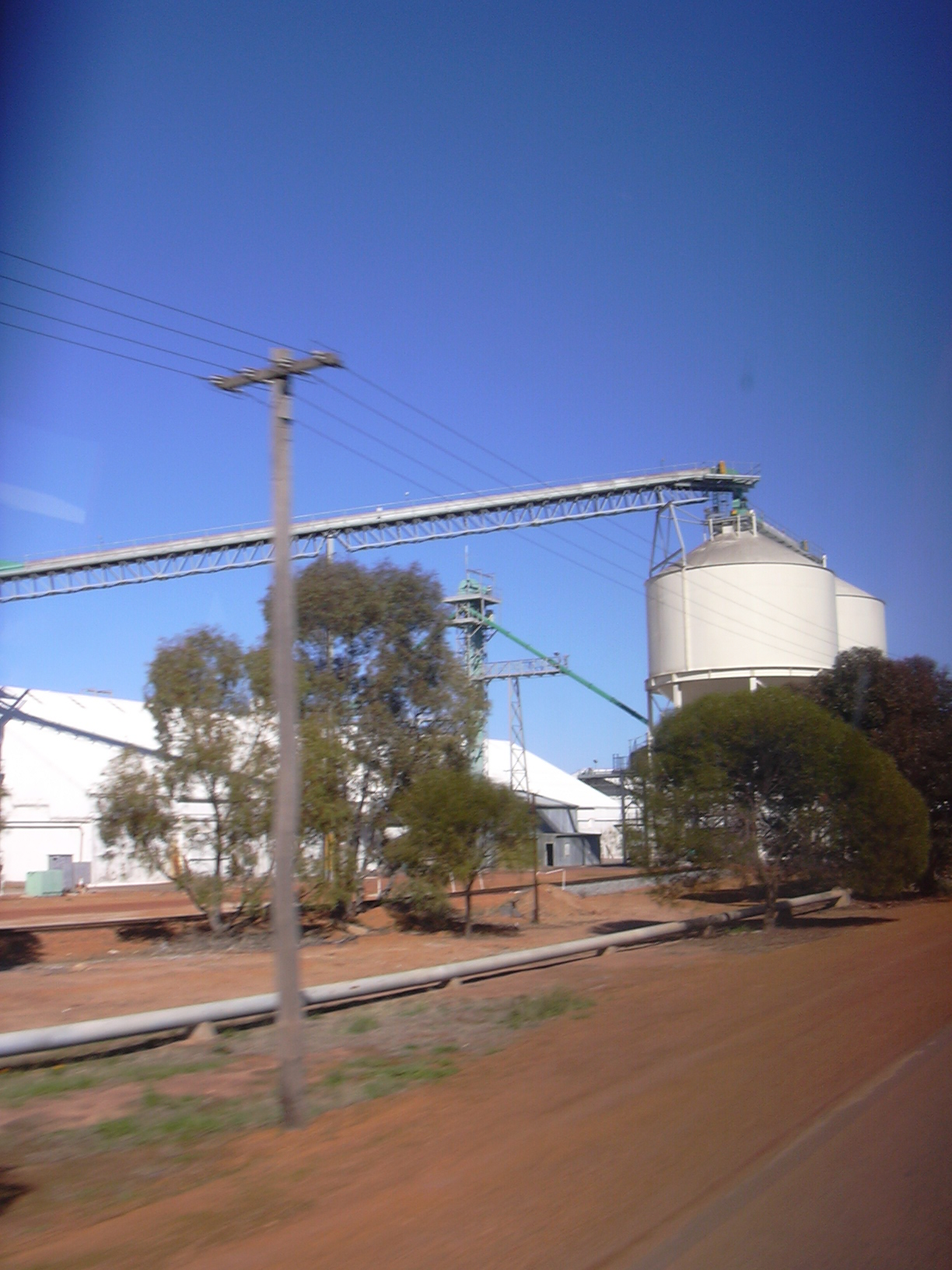
Silo de Granos cerca de Quairading

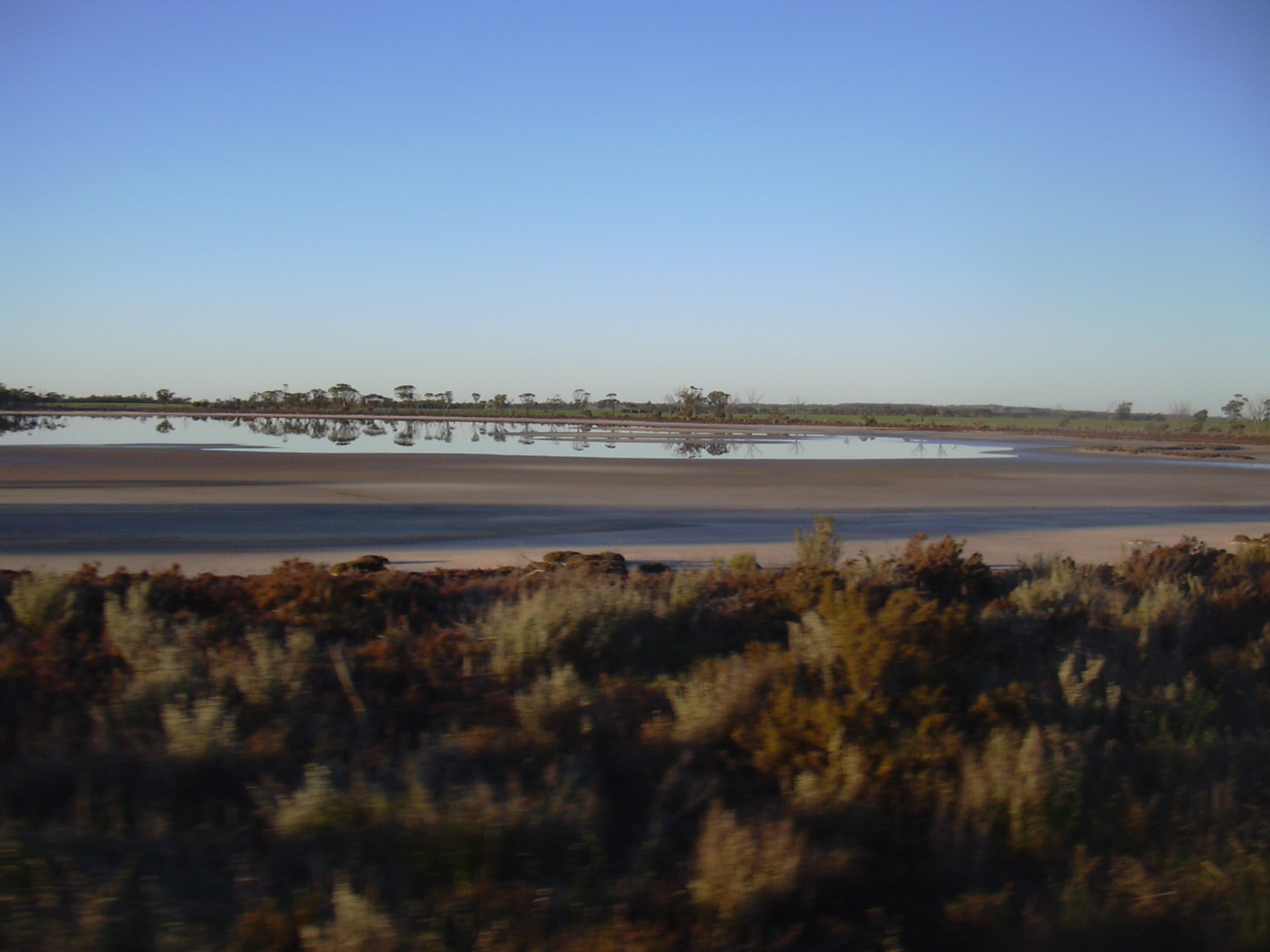
Degradación del suelo causada por salinidad, cerca de Babakin.

La región de Wheatbelt (en español, Cinturón del Trigo) es una de las de nueve regiones del estado australiano de Australia Occidental. Rodea en forma parcial el área metropolitana de Perth, y se extiende en el norte desde Perth hasta la región de Mid West, y por el este hasta la región de Goldfields-Esperance. Limita al sur con las regiones de South West y Great Southern, y al oeste con el océano Índico, la región metropolitana de Perth, y la región de Peel. En su totalidad, la región cubre 154.862 kilómetros cuadrados (incluyendo islas), y cuenta con una población de 72.000 habitantes. La población está bien distribuida, con tan solo 16.000 personas habitando los pueblos principales de Northam, Narrogin, Merredin y Moora.

## Ecosistemas
Wheatbelt cuenta con un amplio rango de ecosistemas, y como resultado de ello, existen gran diversidad de industrias que operan en la región.
La Regionalización Biogeográfica Interina para Australia ha identificado varias subdivisiones como el Avon Wheatbelt (AVW), en incluso divisiones menores de esta última en Avon Wheatbelt P1 (AW1) y Avon Wheatbelt P2 (AW2). Además del AVW, la región está dividida en el Bosque de Jarrah, la Llanura Arenosa de Geraldton y Mallee.

## Economía
Cerca de la costa, la región recibe una cantidad relativamente alta de lluvias y cuenta con temperaturas templadas. Sus 150 kilómetros de costa forma un área que atrae un número significativo de turistas cada año. Al contrario, el extremo este es muy árido, y su uso principal es para el pasteo de ovejas. La extracción de oro, níquel y hierro también es común. el resto de la región es muy adecuada para la agricultura, y es la fuente de casi dos tercios de la producción de trigo del estado, la mitad de la producción de lana, y gran parte de su producción de carne de oveja, naranjas, miel, flores cortadas y una variedad de otros productos agrícolas y ganaderos.

## Transporte
La región de Wheatbelt contaba con un extensivo sistema ferroviario, el cual transportaba grandes cantidades de trigo. Ha sido reducida en los últimos tiempos, mientras las líneas principales se siguen manteniendo.

## Gobiernos locales
Casi todas las áreas de gobierno locales son shires:
- Beverley
- Brookton
- Bruce Rock
- Chittering
- Corrigin
- Cuballing
- Cunderdin
- Dandaragan
- Dalwallinu
- Dowerin
- Dumbleyung
- Gingin
- Goomalling
- Kellerberrin
- Kondinin
- Koorda
- Kulin
- Lake Grace
- Merredin
- Moora
- Mount Marshall
- Mukinbudin
- Narembeen
- Narrogin (Shire)
- Narrogin
- Northam
- Nungarin
- Pingelly
- Quairading
- Tammin
- Toodyay
- Trayning
- Victoria Plains
- Wagin
- Wandering
- West Arthur
- Westonia
- Wickepin
- Williams
- Wongan-Ballidu
- Wyalkatchem
- Yilgarn
- York

## Regiones dentro de Wheatbelt
En algunos casos, como las regiones turísticas de Australia Occidental, toda región se encuentra dentro de la más grande región del Golden Outback de Australia como Wheatbelt y Wave Rock.
Sin embargo, existen shires dentro de Wheatbelt que en algunos casos son divididas en regiones internas: El este de Wheatbelt está dividido en Wheatbelt Noreste, Wheatbelt Central y Wheatbelt Abierto.